# Branko Božič
Branko Božič, slovenski zgodovinar, * 5. oktober 1927, Ljubljana, † 27. julij 2001, Ljubljana.
Božič je leta 1954 diplomiral na filozofski fakulteti v Ljubljani in postal profesor zgodovine na Vojaški akademiji v Ljubljani, nato pa je bil profesor in ravnatelj na osnovni šoli in gimnaziji Vič. Leta 1965 je postal profesor južnoslovanske zgodovine na Pedagoški akademiji v Ljubljani, v obdobju med 1969 do 1973 je bil njen direktor, kasneje pa dekan.
Bil je dejaven tudi kot gasilec in bil dolgoletni predsednik Gasilske zveze Slovenije (1976-89), nato pa njen častni predsednik. Proučeval je tudi zgodovino gasilstva na Slovenskem in bil pobudnik in soustanovitelj (1969) gasilskega muzeja v Metliki, ki od leta 2003 nosi njegovo ime.